# ラドミル・アンティッチ
ラドミル・アンティッチ（Radomir Antić、セルビア語: Радомир Антић、1948年11月22日 - 2020年4月6日 ）は、ユーゴスラビア出身のサッカー選手、サッカー指導者。選手時代よりポジションはディフェンダー。
アトレティコ・マドリードの監督としては、1995-96シーズンに、ラ・リーガとコパ・デル・レイの両方を制し、二冠を達成した。
レアル・マドリード、バルセロナ、アトレティコ・マドリードの3クラブの指揮を取った唯一の監督。

## 経歴
現役時代はディフェンダー。パルチザン・ベオグラード、フェネルバフチェSK、レアル・サラゴサに所属した。ルートン・タウンFCでは、Raddy（ラディ）のニックネームで知られ、1983年5月のマンチェスター・シティFC戦で、クラブを降格から救うゴールを決めた。ルートン時代の監督デイビッド・プリートからは、指導方法について影響を受けた。
引退後、サッカー指導者の道へ進み、レアル・サラゴサ、レアル・マドリードなどで指揮を執った。1995-96シーズンはアトレティコ・マドリードでリーガ・エスパニョーラ、スペイン国王杯優勝による二冠という偉業を成し遂げている。FCバルセロナにおいても短期間監督を務め、GKビクトル・バルデス、MFアンドレアス・イニエスタら若手選手に出場機会を与えている。
2008年8月19日、セルビア代表監督に就任。2010 FIFAワールドカップ・ヨーロッパ予選ではフランス、ルーマニアと同居する組み分けとなったが、従来の守備的なチームに攻撃意識を植え付け、規律を設けてチームを結束させ、首位での予選突破果たした 。しかし2010年の本大会では1勝2敗でグループリーグ敗退。また、第3戦のオーストラリア戦において主審の判定に抗議したことにより、国際サッカー連盟から4試合のベンチ入り停止と罰金処分を科された。同年9月から始まったUEFA欧州選手権2012予選ではスタンドからの指揮となったが、同年9月7日のスロベニア戦を1-1で引き分けると、処分期間中の9月15日に監督を解任された。
2012年12月、中国超級リーグの山東魯能の監督に就任した。
2015年、中国超級リーグの河北華夏幸福の監督に就任した。
監督退任後は、主にスペインで解説者を務めていた。
2020年4月7日、スペインマドリードにて71歳で死去した。

## 所属クラブ
- 1967-1968  FKスロボダ・ウジツェ
- 1968-1976  パルチザン・ベオグラード
- 1976-1978  フェネルバフチェSK
- 1978-1980  レアル・サラゴサ
- 1980-1984  ルートン・タウンFC

## 代表歴

### 試合数
- 国際Aマッチ 1試合 0得点（1973年）[8]

| ユーゴスラビア代表 | 国際Aマッチ | 国際Aマッチ |
| 年                 | 出場        | 得点        |
| ------------------ | ----------- | ----------- |
| 1973               | 1           | 0           |
| 通算               | 1           | 0           |

## 指導歴
- 1988-1990  レアル・サラゴサ
- 1991-1992  レアル・マドリード
- 1992-1995  レアル・オビエド
- 1995-1998  アトレティコ・マドリード
- 1999  アトレティコ・マドリード
- 2000  アトレティコ・マドリード
- 2000-2001  レアル・オビエド
- 2003  FCバルセロナ
- 2004  セルタ・デ・ビーゴ
- 2008.8-2010.9  セルビア代表
- 2013.1-2013.12  山東魯能
- 2015  河北華夏幸福

## タイトル

### 選手時代
パルチザン・ベオグラード
- ユーゴスラビア・プルヴァ・リーガ:1回（1975-76）

フェネルバフチェSK
- スュペル・リグ:1回（1977-78）

ルートン・タウンFC
- フットボールリーグ・セカンドディビシオン:1回（1981-82）

### 監督時代
アトレティコ・マドリード
- プリメーラ・ディビシオン:1回（1995-96）
- コパ・デル・レイ:1回（1995-96）

個人
- ドン・バロン・アワード最優秀監督:1回（1995-96）
- セルビアサッカー協会年間最優秀監督:1回（2009）